# Uruki epikus ciklus
Az uruki epikus ciklus a sumer hőseposzok gyűjtőneve, az epika és ezen belül az eposzköltészet legrégebbi ismert darabjai.
Közös jellemzőjük, hogy valamennyi darabjuk Uruk városához kötődik. Összesen három uruki személy köré szövődtek azok a történetek, amelyek később mítoszokká alakultak. Ők Enmerkar, Lugalbanda és Gilgames. Mindhárman szerepelnek az uruki uralkodólistákon, bár a Lugalbanda-ciklus Lugalbandát sosem említi uralkodóként, csak Enmerkar hadvezéreként. E három uralkodó sorrendben egymás után következett Uruk élén. Enmerkar hadvezére és veje Lugalbanda, akinek Ninszunnal kötött házasságából született Gilgames.
Más sumer városokból, illetve más városok uralkodóiról egyelőre nem ismertek eposzjellegű iratok. Talán még ide sorolhatók a szintén uruki Dumuziról szóló történetek, bár ezek jelenleg nem különíthetők el egyértelműen a mítoszoktól, emellett Dumuzi, a pásztor nem azonosítható fenntartások nélkül Dumuzival, Uruk királyával. Egyfelől lehetséges őt Eridu egy mitikus királyával is azonosítani, másfelől a Dumuzi-ciklus darabjai inkább mítoszok, mint eposzok, sőt himnusz és siratóének is van köztük. További, eddig ismeretlen epikus költemények lehettek még, hiszen az ismert uruki eposzok a legkorábbi formájukban is olyan irodalmi toposzokat mutatnak, amelyek alapján ez valószínűsíthető.
Az uruki epikus ciklus az eposzköltészet első lépéseit dokumentálja. Az uruki személyek cselekedeteiről szóló történetek először mesékké alakultak, majd mitikus utalásokkal teltek meg. A történetek önálló kiseposzokban terjedtek, majd idővel egyesítették őket. A még későbbi fejlődés már csak az egyik ilyen gyűjtemény esetében valósult meg, a Gilgames-ciklust Gilgames-eposszá alakították át, egybeszerkesztve minden olyan kiseposzt, amelyben Gilgames szerepet kap. Az uruki epika már az i. e. 22. században ismert és népszerű volt Urukon kívüli sumer városokban is.
Az eposztörténet különlegessége, hogy a sumer korban még Enmerkar legendáriuma volt a népszerűbb. Valamikor az i. e. 3. évezred és az i. e. 2. évezred fordulója körül azonban a legtöbb Enmerkar-kiseposzban Enmerkar neve felcserélődött Gilgameséra, ettől kezdve pedig az akkád hagyomány a Gilgames-történetekkel találkozott. Ennek egyik jele, hogy a Lugalbanda-eposz még Enmerkarnak tulajdonítja Uruk megerősítését, városfalainak felépítését, az akkád Gilgames-eposz szerint pedig Gilgames építtette Uruk minden városfalát.
Az uruki epikus ciklus részei és a kiseposzok:
- Feltételesen Dumuzi-ciklus
  - Dumuzi és Enkimdu
  - Innin alvilágjárása
  - Edinna uszagga
  - Dumuzi végzete
  - Innin, Dumuzi és Bilulu
- Enmerkar-ciklus
  - Enmerkar és Enszuhkesda’anna
  - Enmerkar és Aratta ura
  - Enmerkar és Lugalbanda
- Lugalbanda-ciklus
  - Lugalbanda a hegyek legmélyén
  - Lugalbanda és az Anzu-madár
- Gilgames-eposz
  - Gilgames és Agga
  - Gilgames és Humbaba
  - Gilgames, Enkidu és az alvilág
  - Gilgames és az égi bika
  - Gilgames halála